# Joachim Egon Fürst zu Fürstenberg

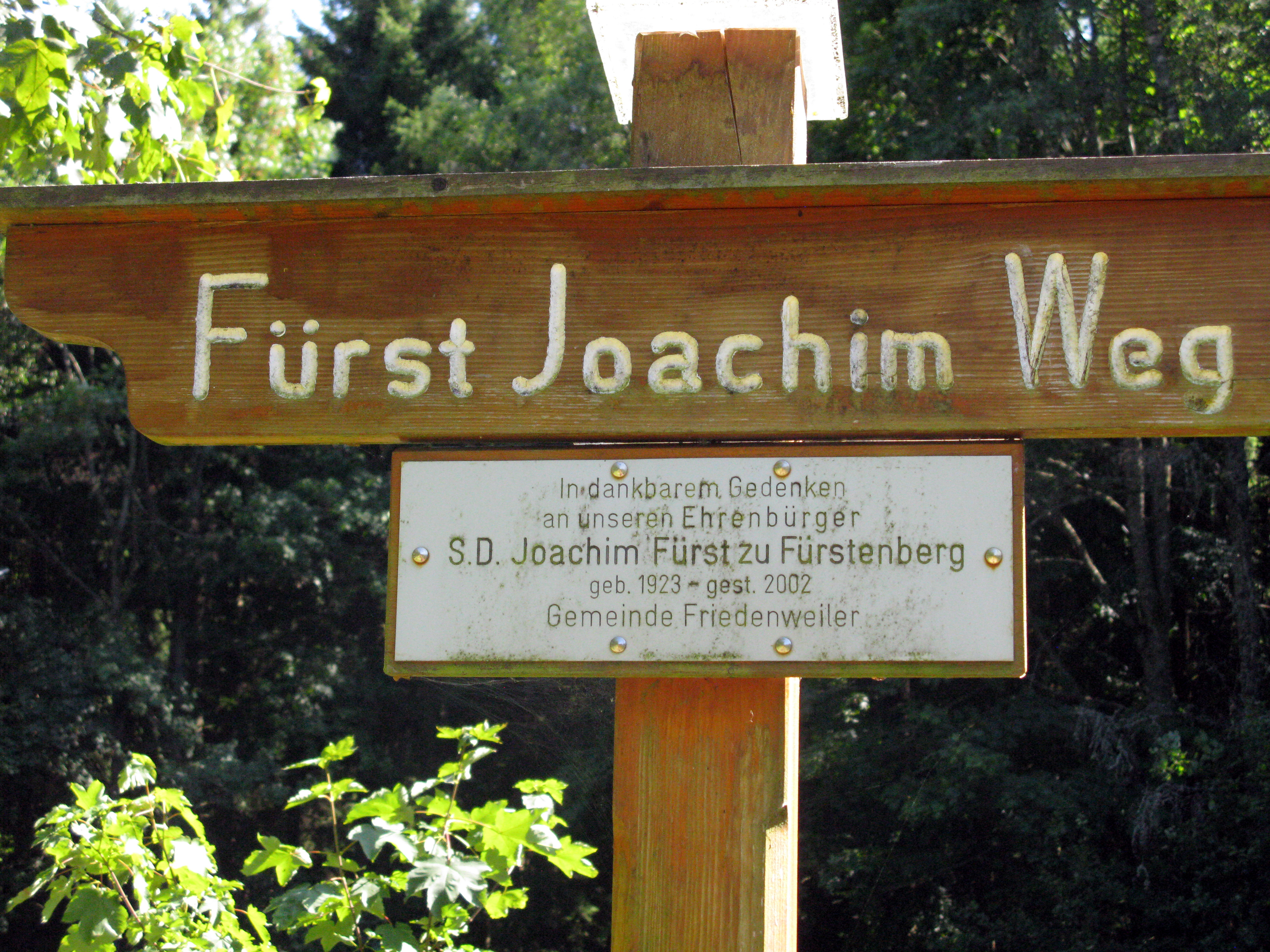
Fürst Joachim Weg in Friedenweiler

Joachim Egon Maximilian Friedrich Leo Joseph Maria Hubertus Fürst zu Fürstenberg (* 28. Juni 1923 auf Schloss Grund, Tschechoslowakei; † 9. Juli 2002 in Donaueschingen) war ein deutscher Unternehmer und Chef des Hauses Fürstenberg. Seit dem Tod seines Onkels Karl Egon V. zu Fürstenberg trat er in der Öffentlichkeit unter dem 1919 aufgehobenen Primogenitur-Titel Fürst zu Fürstenberg auf und ließ sich als „Seine Durchlaucht“ bezeichnen. Sein bürgerlicher Name lautete „Prinz zu Fürstenberg“.

## Leben
Er war der Sohn von Maximilian Egon zu Fürstenberg (1896–1959) und Wilhelmine Gräfin von Schönburg-Glauchau (1902–1964). Nachdem er die ersten Jahre seiner Kindheit auf Schloss Grund und im Prager Fürstenberg-Palais verbracht hatte, zog er mit seiner Familie nach Donaueschingen. Sein Vater hatte 1933 die Fürstlich Fürstenbergische Gesamtverwaltung in Donaueschingen übernommen.
Joachim Egon zu Fürstenberg besuchte das Internat in Schloss Salem, das Fürstenberg-Gymnasium in Donaueschingen, das Jesuitenkolleg in St. Blasien im Schwarzwald sowie die Wirtschaftsoberschule in Freiburg im Breisgau, wo er 1941 das Abitur ablegte. Am 20. Juni 1941 beantragte er die Aufnahme in die NSDAP und wurde zum 1. September desselben Jahres aufgenommen (Mitgliedsnummer 8.631.900). Anschließend wurde er als Soldat in die Wehrmacht eingezogen und kam an der Ostfront zum Einsatz. Er diente zuletzt als Leutnant.
Nach der Rückkehr aus der französischen Kriegsgefangenschaft wurde er in der Fürstlich Fürstenbergischen Gesamtverwaltung tätig. Zusammen mit seiner Frau, Paula Gräfin zu Königsegg-Aulendorf und den Kindern hielt er sich zurückgezogen auf dem Schloss Hohenlupfen auf. Wegen der kinderlos gebliebenen Ehe seines Onkels Karl Egon V. galt Joachim Egon zu Fürstenberg bis 1973 als Erbprinz. Mit dem Tod Karl Egons V. zu Fürstenberg wurde er 1973 als dessen Nachfolger neuer Chef des Hauses Fürstenberg.
Im Laufe der 1980er Jahre begann Joachim Egon in größerem Umfang ererbte Kulturgüter des Hauses zu verkaufen, um wirtschaftliche Einbußen der familieneigenen Unternehmen auszugleichen und seinen aufwendigen Lebensstil zu finanzieren.
Seit Anfang der 1990er Jahre gab er die unternehmerische Verantwortung schrittweise an seinen ältesten Sohn, Heinrich, ab. Generalbevollmächtigter des Hauses wurde der Manager Hans-Rüdiger Schewe.
Joachim Egon Fürst zu Fürstenberg verstarb im Juli 2002 im Alter von 79 Jahren in Donaueschingen.

## Ehe und Nachkommen
Joachim Egon Fürst zu Fürstenberg war seit dem 25. Juni 1947 mit Paula Gräfin zu Königsegg-Aulendorf (1926–2019) verheiratet und hatte sechs Kinder:
- Amelie-Egona (1948–2014)
- Marie-Antoinette (* 1949)
- Heinrich (1950–2024)
- Karl-Friedrich (* 1953)
- Johannes (* 1958), von Karl Egon V. zu Fürstenberg adoptiert
- Anna Lucia (* 1965)

## Ehrungen und Auszeichnungen
Er war unter anderem Ehrenbürger von Donaueschingen, Heiligenberg, Friedenweiler und Weitra, Ehrensenator der Universität Konstanz, Träger des Verdienstorden der Bundesrepublik Deutschland (Großea Verdienstkreuzes), der Verdienstmedaille des Landes Baden-Württemberg (1978), des Komturkreuzes des päpstlichen St. Gregoriusordens, Ritter des Ordens vom Goldenen Vlies, Ehren- und Devotions-Großkreuz-Bailli des Souveränen Malteser Ritter Ordens.

## Anekdoten
Joachim Egon Fürst zu Fürstenberg, der in einem Nachruf als „barocker Genussmensch ohne Skandale“ charakterisiert wurde, galt trotz seiner Zugehörigkeit zum Jetset als volksnah und leutselig. „Joki“ kannte keinen Dünkel, er trank mit jedem sein Bier. Es soll vorgekommen sein, dass er nach einer langen Nacht im Gasthaus Schützen von einem Gast mit „Guten Morgen, Durchlaucht“ begrüßt wurde und müde konterte: „Was heißt hier Durchlaucht? Durchzecht!“